# Kaczorowo (Tykocin)
Kaczorowo – część miasta Tykocina w województwie podlaskim, w powiecie białostockim, w gminie Tykocin. Położona jest w zachodniej części zabudowanego (centralnego) obszaru Tykocina, w okolicy ulicy Piłsudskiego. Od centrum Tykocina oddziela je wąska struga, lewy dopływ Narwi.

## Historia
Kaczorowo stanowiło dawniej przedmieście Tykocina. Na Kaczorowie mieściła się druga co do wielkości (po krakowskiej) gmina żydowska w Polsce:

Osiedlenie się żydów w Tykocinie nastąpiło w początkach XVI wieku. Olbracht Gastold, wojewoda trocki, pozwolił w 1522 roku 10 żydom z Grodna osiąść w Tykocinie „na Kaczorowie za mostem”. Na ostrowie mają sobie postawić szkołę. Wyznaczono im plac na cmentarz „pierwszą górę za rzeką”. Pozwolono im wystawić kramnice koło ratusza i prowadzić wszelki handel. Następnie w r. 1536 tenże Gastołd wydał w Wilnie nowy przywilej, uwalniający żydów od wszelkiej juryzdukcyi sądów miejskich i grodzkich („Prosili.... żeby ich doktór, na imię Dawid, albo potem będący, według zakonu żydowskiego one sądził i rządził a starosta i urzędnicy żeby ich w żadnych sprawach nie sądzili, woźnych swoich na nie nie dawali..... ani win nie brali. A jeśli będzie jakie prawo żyd z chrześcianinem albo chrześcianin z żydem miał, tedy starostowie spółek z doktorem mają to obaczyć i rozeznać”). Batory potwierdzając ich przywileje w Tykocinie r. 1576 pozwala swobodnie trudnić się handlem po miastach i wsiach królewskich, pańskich, duchownych i szlacheckich. Władysław IV potwierdzając w Krakowie r. 1633 przywileje żydów, zabronił dochodzić pretensyi wszelkich na rodzinie winowajcy lub niedotrzymującego umowy. Na specyalną prośbę żydów tykocińskich potwierdził w Wilnie 1639 r. ich swobody, przywileje. Mimo to ciągle zachodzą zatargi między żydami tykocińskimi a chrześciańską ludnością. Wreszcie w r. 1763 staje umowa, którą żydzi zobowiązali się w zamian za udzielenie im prawa do pastwiska koni i uwolnienia od opłat miejskich, wnosić do kasy miejskiej 120 złp. rocznie w dwu ratach.

Na Kaczorowie znajdują się m.in. Wielka Synagoga (obecnie Muzeum Kultury Żydowskiej) oraz Mała Synagoga.
Podczas okupacji hitlerowskiej odebrano prawa miejskie Tykocinowi, co ustawodawstwo polskie usankcjonowało ze znacznym opóźnieniem, bo dopiero 1 stycznia 1951, a obszar dotychczasowego miasta Tykocin podzielono na trzy wiejskie gromady: Tykocin-Nowe Miasto Tykocin-Kaczorowo i Tykocin-Kolonia w gminie Tykocin. W 1954 roku, w związku z reformą administracyjną kraju, gromady te scalono i, już jako jedną jednostkę, przekształcono ją w gromadę Tykocin w powiecie wysokomazowieckim w woj. białostockim. 1 stycznia 1958 roku gromadę włączono do powiatu białostockiego. Gromada Tykocin przetrwała do końca 1972 roku, czyli do kolejnej reformy gminnej, a z dniem 1 stycznia 1973 roku reaktywowano gminę Tykocin.
11 sierpnia 1993 Tykocin odzyskał status miasta, przez co Kaczorowo  stało się ponownie obszarem miejskim.